# Rotbeiniger Scheibenbock
Der Rotbeinige Scheibenbock (Poecilium rufipes, Syn.: Phymatodes rufipes, Phymatodellus rufipes) ist ein Käfer aus der Familie der Bockkäfer. Die Art ähnelt der durchschnittlich etwas größeren Art Poecilium lividum und dem deutlich größeren Variablen Schönbock. Das in Mitteleuropa seltene Tier kommt hauptsächlich in Südeuropa vor.

## Beschreibung des Käfers
Der Körper ist flach und länglich. Er erreicht eine Länge zwischen fünf und acht Millimeter. Er ist behaart.
Der Kopf ist breiter als lang (Abb. 1). Die elfgliedrigen Fühler sind fadenförmig. Sie erreichen beim Männchen fast die Hinterleibsspitze, beim Weibchen überragen sie die Mitte der Flügeldecken deutlich. Das zweite Fühlerglied ist nicht ringförmig, sondern länger als breit. Es ist jedoch kürzer als das dritte und vierte Antennenglied zusammen. Die ersten Fühlerglieder sind rötlichgelb, die folgenden in der Regel dunkel. Gelegentlich sind auch die ganzen Fühler rotgelb. 
Die nierenförmigen Augen umfassen die Fühlerbasis von hinten, von vorn sind Teile des Auges oberhalb und unterhalb der Fühler zu erkennen (Abb. 1). Die Ränder der beiden Augen sind auf dem Scheitel weniger weit voneinander entfernt als die Basen der Fühler. 
Der Halsschild ist seitlich abgerundet. Er weist keine Schwielen auf, sondern ist fast überall regelmäßig punktiert (Abb. 3). 
Die Flügeldecken sind metallisch blau oder violett. Sie verlaufen parallel und sind am Ende gemeinsam halbkreisförmig abgerundet. Die Punktierung ist grob (Abb. 4). Die Flügeldecken sind lang abstehend behaart.
Die Beine sind zweifarbig. Schienen und Tarsen, aber nur die Basis der Schenkel sind wie die Basis der Fühler rotgelb. Die Schenkel sind an der Basis gestielt, zur Spitze hin keulig verdickt und dort dunkel. Die Gelenkhöhlen der Vorderhüften sind nach hinten offen. Die Vorderhüften stehen nahe beieinander und werden nicht von dem nach hinten zeigenden Fortsatz der Vorderbrust getrennt. Die Tarsen sind scheinbar viergliedrig, das sehr kleine vierte Glied ist im Ausschnitt des gelappten dritten Tarsenglieds verborgen. Das erste Glied der Hintertarsen ist nicht deutlich größer als das zweite und dritte Glied zusammen (Abb. 5, Länge der Tarsen 1 bis 3 auf der schwarzen Linie markiert). Die Klauen sind an der Basis ungezähnt.
| Bilder von Poecilium rufipes:       |                                                                   |
| Abb. 1: Vorderansicht               | Abb. 3: Seitenansicht Abb. 4: Punktierung der Flügeldecke         |
| Abb. 2: Punktierung des Halsschilds | Abb. 5: Hintertarse, Begrenzung des 1., 2., und 3. Glieds schwarz |

## Biologie
Es handelt sich beim Rotbeinigen Scheibenbock um eine wärmeliebende Art. Sie ist in Mitteleuropa hauptsächlich in Wärmegebieten und in Wärmejahren zu finden. Die Larve entwickelt sich in den dürren Ästen verschiedenen Laubbäumen, hauptsächlich Weißdorne. Auch Schlehdorn, Brombeeren und andere werden genannt. Ob Eichen und Hasel Wirtspflanzen sind, ist umstritten. Die Entwicklungszeit beträgt ein Jahr. Den adulten Käfer findet man in Mitteleuropa nur im Frühsommer, hauptsächlich auf Weißdorn.

## Verbreitung
Das Verbreitungsgebiet des Käfers erstreckt sich über Südeuropa und das südliche Mitteleuropa. Im Norden fehlt die Art. Die nördliche Verbreitungsgrenze verläuft durch Deutschland. Nach Osten ist der Käfer noch in der Türkei und im Nahen Osten zu finden.